# 大宜都比賣
大宜都比賣（おほけつひめ）亦可寫成大氣都比賣或大宜津比賣，乃《古事記》之記述，祂是日本神話裡掌管食物的女神。

## 概要

### 古事記之記載
《古事記》上卷記述伊邪那岐命與伊邪那美命產國，先生下淡道之穗之狹別島，次生伊豫之二名島（今四國）。該島有一身四面，面面有名曰：伊豫國謂「愛媛」（今愛媛縣）、讚岐國謂「飯依彥」（今香川縣）、粟國名「大宜都比賣」（今德島縣）、土左國稱「建依別」（今高知縣）。接著在敘述伊邪那岐命與伊邪那美命產神的故事裡，大宜都比賣神排在鳥之石楠船神後面出生，最後生下的即是灼傷伊邪那美命的火之夜藝速男神，又名火之炫毘古神、火之迦具土神等。
後來提到須佐之男遭八百萬眾神驅逐出高天原之際，向大氣都比賣神乞食。後者自鼻、口、尻中取出種種美食調理，須佐之男卻質疑這些食物來自汙穢，一怒之下殺死大氣都比賣。後者死後軀體化作穀物：頭生桑蠶、雙眼生稻種、雙耳生粟、鼻生紅豆、下陰生麥種、尻生大豆等。神產巢日神收拾這些種子，成為五穀的起源。
在大年神的故事裡，《古事記》提及大年神與天知迦流美豆比賣（あまのちかるみつひめ）生下奧津日子神、奧津比賣命、大山咋神、庭津日神、阿須波神、波比岐神、香山戶臣神、羽山戶神、庭高津日神、大土神等十位神祇。其中羽山戶神和大氣都比賣神結為連理，生下若山咋神、若年神、若沙那賣神、彌豆麻岐神、夏高津日神、秋毘賣神、久久年神、久久紀若室葛根神等八神。

### 石見當地之傳說
根據石見當地的傳說，遭到八百萬眾神放逐的須佐之男流落至曾尸茂梨（そしもり，今韓國江原道春川市牛頭山），向大宜都姬命乞食，後者自口中吐出食物，被前者斥為無禮而殺之。大宜都姬命有一身材短小的女兒名喚「狹姬」（さひめ），在氣絕前交代遺言說：「我死後帶著我身體化成的五穀前往豐葦原（とよあしはら），撒下這些五穀，使該地成為遍布瑞穗的豐饒國度。」
果然大宜都姬命氣絕後軀體化作五穀，狹姬傷心之際飛來一隻紅色的雁子，遂搭乘飛往東方（從朝鮮飛向日本）。她第一站飛抵見島，島上的大山祇命告訴她：「此島有魚、鳥、走獸等食物，不需要種子。」下一站是高島，也是食物豐富、不需要種子的地方。後來狹姬繼續向日本本土前進，經過比天道山（てんどうやま）還要高的比禮振山（ひれふりやま），降落於該地。於是狹姬以該座山為中心播種五穀，逐步擴大到種村、彌榮、瑞穗等三座山；接著由佐比賣村向東方推進，遂將五穀的種植範圍擴展到小三瓶。

## 解說
神名裡的「宜」（け）則為「食物」，故為穀物、食物之女神。《古事記》記述伊邪那岐命與伊邪那美命產國時生下一身四面的伊豫之二名島（今四國），其中一面「粟國」名曰「大宜都比賣」，「粟」是阿波國盛產的穀物，所以將之與食物女神連結。此外，該女神死後身體化成各種穀物的神話故事，與印尼、摩鹿加群島一帶流傳的海奴韋萊女神神話近似。

## 信仰
在日本供奉大宜都比賣神的神社計有下述：
- 上一宮大粟神社（德島縣名西郡神山町）
- 一宮神社（德島縣德島市一宮町）
- 小内八幡神社（長野縣中野市）
- 尾針神社（岡山縣岡山市北區）

## 內部連結
- 豐宇氣毘賣神
- 保食神
- 稻荷神
- 宇迦之御魂神

## 外部連結
- （日語）阿波と古事記 （页面存档备份，存于）